# ألعاب مكابيه 1950

شعار ألعاب مكابيه 1950.

ألعاب مكابيه 1950 (بالعبرية: המכביה השלישית) عقدت خلال عيد العرش من 27 سبتمبر - 8 أكتوبر 1950 في رمات غان في إسرائيل. كانت هذه هي المرة الأولى التي تعقد فيها ألعاب مكابيه بعد إعلان قيام إسرائيل. أول حدث من ألعاب مكابيه كان قبل 15 عاما من هذا الحدث.

## الدول التي شاركت
| - الأرجنتين - النمسا - أستراليا - بلجيكا - كندا | - الدنمارك - فنلندا - فرنسا - ألمانيا الغربية - الهند | - أيرلندا - إسرائيل - ليبيا - هولندا - جنوب أفريقيا | - السويد - سويسرا - تركيا - المملكة المتحدة - الولايات المتحدة |

## روابط خارجية
- ملخصات لكل الألعاب